# Mælifell
La Mælifell est un petit sommet situé dans le Sud de l'Islande, dans le Mælifellssandur à qui elle a donné son nom. Ses pentes recouvertes de mousses vertes contrastant avec la plaine de sable noir au-dessus de laquelle il s'élève et le blanc des glaciers en arrière-plan en font un lieu photogénique, la présence de visiteurs étant renforcée par le passage à ses pieds de la route F210.